# Bakná
Bakná (en maya: Baak Naj, “Casa de los huesos”) es un sitio arqueológico de la cultura maya ubicado en la región Puuc del estado de Campeche en México, cerca de la ciudad de Hopelchén. Fue un antiguo centro cívico-ceremonial maya desarrollado entre el periodo clásico tardío y el periodo posclásico, su arquitectura forma parte de los sitios de estilo Puuc.

## Hallazgos
Desde su descubrimiento, la zona arqueológica de Bakná ha sido poco explorada y excavada de manera profesional, dentro de las estructuras del sitio se ha identificado y registrado la existencia de monumentos de piedra tallados y estelas con representaciones de deidades y figuras mitológicas.

### Columna de Bakná
La denominada Columna de Bakná plasma la imagen de una deidad maya identificada como el Dios L al que también se le adjudica el nombre de "Búho de los trece cielos" y el cual esta vinculado con el control sobre el inframundo. La figura de este personaje es representada como la de un anciano encorvado vistiendo una manta, un paño tradicional en la cabeza llamado su't y tomando un largo bastón de mando con el que se apoya del suelo mientras carga en la espalda una estatua del dios K'awiil, una deidad asociada al poder. Según la mitología y tradición oral, el dios L era un ser poderoso con la capacidad de transformarse en distintos animales como jaguar o armadillo y era el encargado de dirigir al mundo antes de un evento mitológico donde las deidades mayores reordenaron la tierra.
Actualmente la pieza se exhibe como parte de la colección de la Sala Maya del Museo Nacional de Antropología en la Ciudad de México.